# Opération Lentil (Sumatra)
Théâtre d'Asie du Sud-Est de la guerre du Pacifique
Batailles
- Opération Cockpit
- Opération Transom
- Opération Matterhorn (Pelembang - Kuala Lumpur)
- Bombardements de Bangkok (1942-45)
- Bombardements de Singapour (1944-45)
- Opération Crimson
- Opération Banquet (Padang)
- Opération Light
- Opération Millet
- Opération Outflank (Robson - Lentil - Meridian)
- Opération Sunfish
- Opération Bishop
- Opération Balsam
- Opération Collie
- Opération Livery

L'opération Lentil, du 4 janvier 1945, était la seconde d'une série de raids aéronavals de l'opération Outflank, entreprise par la flotte britannique du Pacifique (BPF) contre les raffineries de pétrole de Sumatra occupée par l'Empire japonais pendant la Seconde Guerre mondiale (Occupation japonaise des Indes néerlandaises).
La principale cible de l'opération Lentil était la raffinerie de Pangkalan Brandan (en), un important centre de production pétrolière indonésienne de Sumatra du Nord. Elle fut le plus grand rais de l'opération Outflank et avait pour objectif de perturber l'approvisionnement en carburant des forces japonaises dans le Pacifique.

## Force 63
L'ordre de bataille naval, sous le commandement du contre-amiral Philip Vian pour l'opération Lentil se composait de :
- 3 porte-avions : HMS Indomitable, HMS Illustrious et HMS Indefatigable,
- 4 croiseurs : HMS Suffolk, HMS Ceylon, HMS Argonaut et HMS Black Prince,
- 8 destroyers, dont la 25e flottille (HMS Grenville, HMS Ursa, HMS Undaunted et HMS Undine) et la 27e flottille (HMS Kempenfelt, HMS Whelp et HMS Wager).

Pour ce qui est du nombre d'avions, il s'agissait à ce jour de l'assaut le plus lourd de la Royal Navy contre les Japonais, les trois porte-avions embarquant un total de 88 avions de combat. Une forte proportion des pilotes étaient des Néo-Zélandais.

## Action

Raffinerie de Pangkalan Brandan

Le 4 janvier 1945, le contre-amiral Vian a mené l'attaque contre les raffineries de pétrole de Pangkalan Brandan (en). Des porte-avions, a été engagé 27 bombardiers Grumman TBF Avenger ont décollé, accompagnés de 28 chasseurs Grumman F6F Hellcat et Chance Vought F4U Corsair.
Les Avengers auraient causer des dommages considérables par temps meilleur. Cependant, un certain nombre de chasseurs Hellcat et Corsair se sont perdus dans de féroces batailles aériennes avec les Japonais, de sorte que les bombardiers ont souvent dû mener des attaques non protégées. De plus, un mauvais trafic radio a entravé l'opération. Cependant, les Japonais n'ont pas profité de ces erreurs. Les Britanniques n'ont perdu qu'un seul avion, tandis que 18 chasseurs japonais ont été abattus et 20 autres détruits au sol.

## Conséquence
Malgré le manque de discipline de certains pilotes de chasse, qui ont abandonné leur mission principale de protection des bombardiers pour s'engager dans des combats aériens avec l'ennemi, l'attaque a été un succès modéré et a cédé la place à des attaques ultérieures contre les centres pétroliers à Sumatra, sous le nom de code « opération Meridian. »